# 上杉達也
上杉 達也（うえすぎ たつや）は、あだち充の漫画『タッチ』に登場する架空の人物で、同作の主人公。アニメ版の声優は三ツ矢雄二。

## プロフィール
- 生年月日：1968年6月16日生まれ（双子座）
- 血液型：AB型
- 学歴：明青学園中等部→明青学園高等部。

## 人物
上杉和也の双子の兄。弟とは対照的にものぐさでいい加減でぶっきらぼう、面倒くさがりで飄々として掴み所のない性格をしているが、マイペースではない。愛想はないが人から親しみを持たれるせいで常に周りに男友達がおり、人付き合いの良くない原田正平も達也を親友と認めている。

心根は優しく人と争ったり人を傷つけるのを嫌い、どんな相手でも長所や性格の良い面を素直に認める。無欲でひたむきな努力家が好き。軟弱に見えて幼馴染みの浅倉南と、和也の絡むことにかけては頑固で譲らない。良くも悪くも人の期待に応えてしまう性。本来は繊細で人の気持ちに敏感。考えすぎる性質であり、プレッシャーにも弱い。ドジで悪運の強さが取り柄。好物はちらし寿司。

幼い頃から和也、南の兄として振る舞う。「南が喜ぶ顔を見ること」と「和也が褒められること」を自分のこと以上に嬉しいと感じ、長じてからは「ダメ兄貴」として2人の引き立て役に甘んじ、周りには言いたいように言わせていた。逆に2人は「（結果が伴わなくても）達也が頑張ること」が自分のことより嬉しいと感じていた。

「弟に全ていいところをとられた出がらしの兄貴」とまで言われていたが本当は潜在能力が高い本物の天才。和也、南、原田、明青学園高等部の野球部の先輩である西尾佐知子の見立てが正しかったことは後に証明される。特に和也は誰よりも達也の才能を理解しており、その才能の前にはどれだけの実績や信頼もほんの僅かな差でしかないと焦りを感じていた。

ただ、達也は和也を心から愛するが故に、和也はどれだけ努力しても永遠に追いつくことが出来ない「高み」にいると思い込もうとしていた。その心情は南、松平孝太郎ら極少数の人にしか理解できない。両親も表立って達也を褒めないが、達也の最大の理解者で兄弟に対する愛情に差はない。特に父親は達也に対しあまり酷な言い方をされると本気で怒る。

南を女の子として意識するようになり、和也の気持ちを知り葛藤していたが、前述の通り譲らないことの一つとして競う道を選ぶ。なりゆきで始めたボクシングに本気で打ち込み、「甲子園に連れて行く」という南との約束を果たそうとしている和也を追い掛けようとしていた矢先に交通事故で亡くしてしまう。達也にとって和也は愛する弟で唯一無二のライバルかつ親友であり「南以上に大切な存在」。ショックのあまり呆然自失になり、以後は心の底から笑うことが出来なくなる。また、和也の死後は比較されるのを極端に嫌がる。また、勉強部屋で南と2人きりになったり、2段ベッドのある自室でダラダラ過ごすのも「和也の不在とヤキモチ」を意識してしまう為、避けるようになる。

## 恋愛
初期から周囲の人間が和也と南を似合いのカップルだと思っているのを当然だと思い、南に対してわざと突き放したり、嫌われるような真似ばかりしていた。だが他の人たちが何を言おうが、南の恋愛感情が自分にしか向いていないことに逆に戸惑う。また、和也が南を想い、「アニキにも負けないよ」と言われたことで、自分にはそれほど強い気持ちも自信もないことに悩む。やっと、重い腰を上げ、南をかけて和也と争う気になった矢先に和也が亡くなる。新田と原田は当初から達也が南の彼氏だと思っていた。

和也の不慮の死後は達也も南も気持ちの整理がつかず、それぞれ野球部と新体操部で期待されて打ち込むようになり、達也は和也の果たせなかった南の夢をかなえることに専念する。その過程で達也を取り巻く環境が激変し、南の方がかえって達也の存在が遠くなってしまったように感じるようになる。甲子園行きを決め、何もかも独り占めする状況には耐えがたい苦悩を抱え、それが原因で南の父親とも衝突。ただ、助けを欲しがる南に気付けるのも助けになれるのも達也しかおらず、最後のインターハイを前に不安と緊張を抱える南を激励し告白した。

恋愛感情のあるなしに関わらず誰に対しても優しい性格故に、当初は達也に恋愛感情がなかった新田由加も人となりを知って本気で惚れ込んでしまう。新幹線で乗り合わせた住友里子も多忙で疲れている彼女を少しでも休ませようという達也の心遣いに惹かれてしまう。結果的に、彼女たちに対しても誠意ある態度を貫いた。『Miss Lonely Yesterday』では水野香織、『Cross Road』ではアリスに好意を持たれていた。

## 業績
中等部時代は帰宅部だったが、高等部になって佐知子に誘われたこともあり、野球部に入部しようと決断した。しかし南が野球部にマネージャーとして入部したことを知り、和也のために野球部入部を断念。誘われるままボクシング部に入部する。天性の運動神経と動体視力により上達し運動不足も克服。新人戦優勝者を判定で降している。ただし、性格は全く向いておらず、一番肝心な「闘争心」が欠如していることをキャプテンや原田から指摘される。

和也の死後、中心的存在を欠いてしまった野球部は崩壊寸前の危機に立たされる。野球部主将の黒木は達也を和也亡き後の野球部のエースにしようと目論む。1度は断ったボクシング部のキャプテンだったが、2度目に有名人のサイン（原作では高橋留美子、アニメでは吉永小百合）で買収されて、野球部へ電撃移籍となる。

2人とも速球派、本格派にカテゴリされる投手だが、和也がいわゆるキレと制球力で勝負するタイプの投手であるのに対し、達也の球は荒れ気味で重く球威に優れる。この点はバッテリーを組む孝太郎が1番知っていることで2人を全く別の投手と捉えている。ただ、達也が本気で投げた球は呼吸が合うようになった終盤においてさえ捕れないことや、受けていて恐怖を感じることがあり、達也の全ての能力を引き出せていたわけではない。基本的にストレート一辺倒の投手だが、チェンジアップやカーブといった変化球も使えないことはなく、緩急も使い分けられる。ただ真っ向勝負が持ち味であるため「生兵法」である駆け引きは使わない。四死球は多いが、弟や西村同様にスラッガー相手でも敬遠はしない。

入部後即エースとなるが制球難とスタミナ不足という課題を抱え、2年生夏では優勝候補だった勢南高校をノーヒットに抑えながらもサヨナラ押し出しで、2回戦敗退となった。しかし、西村は「速すぎて手が出なかった」と悔しがった。

その後は走りこみでスタミナ不足を克服。制球力も身につけ、全力投球以外は自在に制球できるようになった。柏葉英二郎監督の拷問に近い猛特訓をやり通し、様々な妨害に遭うもベスト8に進出する。2年時のリベンジを密かに誓っていたが西村はヒジの故障でベスト8敗退。「人柄はともかく投手としては尊敬する西村との投げ合いを制して須見工と戦う自信をつける」という目論見が崩れた為、準決勝では極限まで自分を追い込みノーヒットノーランを達成。決勝の相手である新田に対しては「2年越しに叶う上杉“和也”との対戦」を実現させてやりたいという想いや、「和也が果たせなかった南を甲子園に連れて行く約束を、自分が身代わりとして果たす」ことを意識した結果“達也らしさ”が失われ、伏兵・大熊に2打席連続本塁打を浴びる。柏葉に心の内を見透かされ、本来のスタイルに戻してからは格の違いを見せつけ新田を除く須見工打者を寄せ付けなくなる。新田のソロ本塁打で須見工が勝ち越すが、最終回に柏葉の指示と味方打線の奮起で同点に追いつくと延長10回表に自ら三塁打を放ち、松平への敬遠される打席でホームスチールを成功させ勝ち越しに。柏葉は「延長戦はこの回限り。顔ぶれで辛うじて分があるのはこの回だけ」と言う。全力疾走によるスタミナ切れをどうにか乗り越え甲子園出場を決定する。ただ、執拗に粘る新田を三振に打ち取った最終球については「自分の力ではない」と感じ、試合に勝ったことについては「和也の執念だよ」と言い切った。
外野手として起用されることもあり、3年時の須見工との練習試合では右翼手、甲子園の地区予選（一回戦）では中堅手として出場、いずれも監督の指示で、試合途中からリリーフでマウンドに上がっているが、下記の『Cross Road』後半のシーズンラストゲームでは9回2アウトの緊迫した場面で、リリーフとしてマウンドに登り、相手打者一人だけの登板ながら、三振に討ち取り、優勝している。

甲子園直前には住友里子とのスキャンダルが報じられたり、開会式をすっぽかすなどしたが、明青を全国制覇させた。アニメ『Miss Lonely Yesterday』では、甲子園で152キロを記録している。甲子園初出場初優勝を成し遂げてプロからも注目されるが「ドクターストップ」といってプロ入りを辞退し、一般入試で進学を目指す。

## その後
帝東大学へ進学
『Miss Lonely Yesterday』では帝東大学へ進学。これは南と同じ大学を受験する前日に川に溺れた犬を救助するため入水し、風邪を引いたため受験できなかった事情がある。ガソリンスタンドでアルバイトをし、飲み会に参加するなど人並みのキャンパスライフを送っているが、高校卒業後3年間野球を止めていた。これには達也につきまとう和也の影があったためである。自室にいる南の成長した体を凝視する描写もある。
編入生として現れた水野香織と、食事や映画鑑賞といったデートに振り回され、恋人関係に近い付き合いをしていた。新体操に打ち込んでいた南とは疎遠がちになる。その後、孝太郎から話を聞いた原田が達也を待ち伏せし「和也と関係ねえ野球を探せばいいじゃねえか」とアドバイスを受け、再び野球をすることを決意。自主トレに励むようになる。それと前後して香織の本性を偶然知ることになるが、彼女は自主トレに励む達也の姿を見て改心し、関係を清算された。新田から南の試合を見に行くよう促され、南とよりを戻す。
エピローグで南に自分の本当の思いを告げ、「自分の野球」をするために渡米。「Red Sox」というチームでエントリーする様子が描かれていた。
渡米してマイナーリーグへ
『Cross Road』ではグレイハウンドに乗り、米国東部側の寂れた地方都市にあると思われる独立系マイナーリーグの「Emeralds（エメラルズ）」でプロ選手として初登板する。ここではアリスに対して「大学を卒業して、ここに来た」と発言しているため、前作終盤から設定が変更された。なお、この試合の対戦相手･シルバーソックスはデビュー戦初勝利の相手で、チーム最終戦の優勝決定試合の相手でもある。
リーグ優勝に貢献
『Cross Road』では、当初ストレート（速球）のみだったが、変化球（フォークボール）を習得し、所属チーム最後の試合での優勝に貢献し、有終の美を飾った。持ち球とはしていないが、練習でスライダーを投げたこともある。しかし、曲がりが良すぎて悪送球になっている。
その他
原作の続編的存在である『MIX』では、ビデオの中（甲子園優勝時の映像）でのみ登場しており、主人公は幼少期に達也の投球の影響を受けている。

## キャスト
声優
- 三ツ矢雄二（アニメ）
- 小宮和枝（アニメ（幼少期））

俳優
- 岡本健一（テレビドラマ）
- 坂上忍（ミュージカル初演・再演）
- 山本陽一（ミュージカル再演）
- 斉藤祥太（映画）
- 渋谷龍生（映画（幼少期））